# Newfields
Newfields – miasto w Stanach Zjednoczonych, w stanie New Hampshire, w hrabstwie Rockingham.